# MRTG
MRTG (англ. Multi Router Traffic Grapher) — инструмент для визуализации трафика или других данных, организации сервиса мониторинга и измерения данных с течением времени, является свободным программным обеспечением под лицензией GPL. При помощи MRTG собираются данные от различных источников и затем они отображаются в виде различных графиков.
MRTG первоначально был разработан Тобиасом Отикером (Tobias Oetiker) и Дейвом Рэндом (Dave Rand) для мониторинга трафика, но впоследствии превратилась в удобный инструмент для создания графиков и сбора статистических данных для различных задач и процессов.

## Технология
MRTG написан на Perl с библиотеками gd, libpng и zlib и используется с сервером HTTP и планировщиком (cron).
MRTG получает данные от наблюдаемого оборудования по протоколу SNMP либо с использованием скриптов.

## Области применения
- загруженность канала (входящий, исходящий, максимальный, средний трафик);
- использование процессора, оперативной памяти, жёсткого диска;
- наблюдение за температурными показателями аппаратных ресурсов;
- погодные данные и т.д.